# Indre (Loire-Atlantique)
Indre (bretonisch Antr oder Endrez) ist eine französische Gemeinde mit 4172 Einwohnern (Stand 1. Januar 2022) im Département Loire-Atlantique in der Region Pays de la Loire.
Der Name der Gemeinde leitet sich vom lateinischen Wort antrum (Höhle) ab.
Indre wird auch Stadt der drei Inseln genannt.
Durch den Ort führt die Bahnstrecke Tours–Saint-Nazaire.

## Bevölkerungsentwicklung
| Jahr                       | 1962 | 1968 | 1975 | 1982 | 1990 | 1999 | 2006 | 2018 |
| Einwohner                  | 4625 | 4286 | 3709 | 3513 | 3262 | 3641 | 3608 | 4037 |
| Quellen: Cassini und INSEE |      |      |      |      |      |      |      |      |

## Söhne- und Töchter der Stadt
- Georges Héligoin (* 1933), Autorennfahrer

## Sehenswürdigkeiten

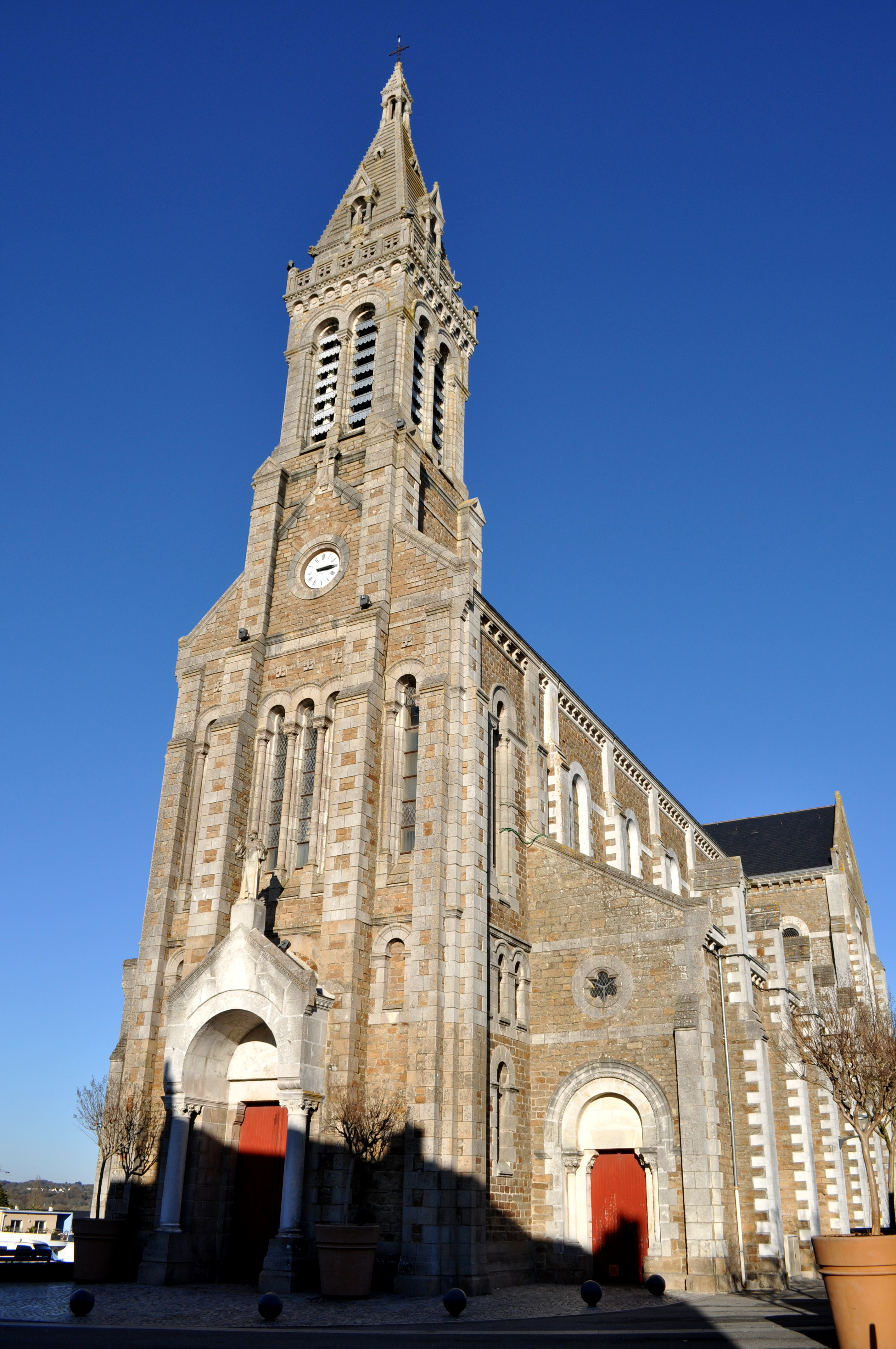
Kirche Saint-Hermeland

- Kirche Saint-Hermeland